# マズリザム・モハマド
マズリザム・モハマド（マレー語: Mazlizam Mohamad、1986年9月19日 - ）は、マレーシアのサッカー選手。マレーシア代表。ポジションはDF。

## 代表歴
U-23代表として2009年の東南アジア競技大会に臨んだメンバーの一員であり、金メダルを獲得した。また、同年夏にはマンチェスター・ユナイテッドFCとの親善試合2試合にも出場した。
代表初キャップとなった試合は2011年11月13日に行われたインド代表との親善試合であった。

## タイトル

### クラブ
トレンガヌFA
- ピアラFAマレーシア: 2011
- マレーシアカップ

準優勝: 2011
ペナンFA
- マレーシア・プレミアリーグ

準優勝: 2015

### 代表
- 東南アジア競技大会: 2009